# 瀬領真悟
瀬領 真悟（せりょう しんご、1960年 - ）は、日本の法学者。同志社大学法学部法律学科教授。専門は、経済法・国際経済法。丹宗暁信門下。

## 経歴
1983年、立命館大学法学部卒業。1988年、同大学院博士課程単位取得退学。京都学園大学法学部助教授、滋賀大学経済学部教授を経て現職。

## 著書
- 『ベーシック経済法-独占禁止法入門』（川浜昇・泉水文雄・和久井理子との共著）有斐閣〈有斐閣アルマ〉、2003年。
- 『競争の法と政策』（柳川隆ほかとの共著）有斐閣、2006年。